# 庫雷薩雷機場
庫雷薩雷機場是一座位於愛沙尼亞薩雷馬島庫雷薩雷南南東方1.5海里（2.8；1.7英里）的機場。

## 概要
庫雷薩雷機場的第一跑道在1930前半葉完工，機場本身則於1945年3月6日正式啟用。啟用後的幾年內，機場的航空運量持續增加，在1989至1953年間，每天約有10至14條來往塔林與庫雷薩雷的航班。這段期間每天約有400名乘客進庫雷薩雷。直到1958年後，機廠才有供電。現在的在航廈1962年建成，並於2007年現代化。1976年5月23日，第二跑道完工，而主要跑道在1999年進行延長。2010年內，進出庫薩雷的乘客有19,702人。

## 航空公司與航點
| 航空公司               | 目的地          |
| ---------------------- | --------------- |
| Transaviabaltika       | 塔林            |
| FLN Frisia Luftverkehr | 季節性： 魯赫努 |

## 外部連結
- 庫雷薩雷機場官方網站 （页面存档备份，存于）